# Тополінек (Куявсько-Поморське воєводство)
Тополінек (пол. Topolinek) — село в Польщі, у гміні Швеці Свецького повіту Куявсько-Поморського воєводства.
Населення — 154 особи (2011).
У 1975-1998 роках село належало до Бидгощського воєводства.

## Демографія
Демографічна структура станом на 31 березня 2011 року:
|          | Загалом | Допрацездатний вік | Працездатний вік | Постпрацездатний вік |
| -------- | ------- | ------------------ | ---------------- | -------------------- |
| Чоловіки | 77      | 15                 | 52               | 10                   |
| Жінки    | 77      | 15                 | 45               | 17                   |
| Разом    | 154     | 30                 | 97               | 27                   |